# Emerald Isle (Carolina del Nord)
Emerald Isle è un comune degli Stati Uniti d'America, situato in Carolina del Nord, nella contea di Carteret.